# Charlie Hennigan
Charles Taylor Hennigan Sr. (Bienville, Louisiana, 1935. március 19. – Humble, Texas, 2017. december 20.) amerikai amerikaifutball-játékos.

## Pályafutása
1960 és 1966 között a Houston Oilers játékosa volt. 1960-ban és 1961-ben AFL-bajnok volt a csapattal.

## Sikerei, díjai
- AFL
  - bajnok (2): 1960, 1961
- AFL All-Star (5): 1961–1965
- First team All-AFL (4): 1961–1964